# いとしの未来ちゃん
『いとしの未来ちゃん』（いとしのみらいちゃん）は1997年4月12日 - 6月28日までテレビ朝日系列で放送されたウイークエンドドラマ枠のテレビドラマ。

## 放送時間
土曜日23時28分～23時58分

## 概要
文明の退化した2100年の未来において、姉が妹に過去の出来事として現在から少し未来（2020年から2050年）の話をするというオムニバス形式のドラマ。
全話の脚本と演出を片岡Kが務め、コメディー形式でありながらも、文明の過剰発展による危険をシビアに描いた。
再放送は一度だけ、2日に分けて深夜に集中して行われたことがある。
各話のサブタイトルに名作映画の作品名を用いているなど、権利的な問題があるためソフト化されたことはない。

## 全話共通のキャスト
- 少女（姉）：橋本真実
- 妹：稲葉彩夏
- 村島リョウ
- カワイ麻弓（第5話除く）
- オナペッツ（第3話・第4話除く）

- ナレーション：大場真人

## 放送リスト
1. 第1話「時計じかけのオレンジ A CLOCKWORK ORANGE」[1]
  - 放送日：1997年4月12日
  - 出演：NOKKO、鈴木一真、永作博美、武野功雄、西海健二郎
2. 第2話「青いパパイヤの香り L'odeur de la Papaye verte」[2]
  - 放送日：4月19日
  - 出演：ベンガル、袴田吉彦、細川ふみえ、川瀬忠行
3. 第3話「男と女 UN HOMME ET UNE FEMME」[3]
  - 放送日：4月26日
  - 出演：夏生ゆうな、升毅、千堂あきほ、戸田昌宏、マイケル・ポール、板場真二
4. 第4話「眺めのいい部屋 A Room with a View」[4]
  - 放送日：5月3日
  - 出演：富田靖子、平泉成、山口美也子、加藤愛（現：加藤あい）、田中伸子、加藤貴子
5. 第5話「太陽がいっぱい PLEIN SOLEIL」[5]
  - 放送日：5月10日
  - 出演：小嶺麗奈、渡辺いっけい、伊佐山ひろ子、橋爪浩一、森えいみ、秋月典子
6. 第6話「おしゃれ泥棒 HOW TO STEAL A MILLION」[6]
  - 放送日：5月17日
  - 出演：田口トモロヲ、小沢真珠、光石研、古賀清、山下和敏、木村多江
7. 第7話「ある愛の詩 LOVE STORY」[7]
  - 放送日：5月24日
  - 出演：持田真樹、西岡徳馬、片桐はいり、藤沢奈美
8. 第8話「ひまわり I GIRASOLI」[8]
  - 放送日：5月31日
  - 出演：奥山佳恵、中村有志、緋田康人、黒谷友香
9. 第9話「ニュー・シネマ・パラダイス NUOVO CINEMA PARADISO」[9]
  - 放送日：6月7日
  - 出演：YOU、生瀬勝久、吉江芳成、柏原収史、小橋めぐみ
10. 第10話「マーズ・アタック! MARS ATTACKS!」
  - 放送日：6月21日
11. 最終話「シザーハンズ EDWARD SCISSOR HANDS」[10]
  - 放送日：6月28日
  - 出演：松下由樹、嶋田久作、ダンカン、上原さくら、徳井優、佐伯新、瑠川あつこ、神戸浩、野村祐人、小浜正寛、西岡竜一郎

第10話と最終話は前後編。

## スタッフ
- 脚本、演出：片岡K
- 主題歌：『Future's Memories』（The gardens (TOY'S FACTORY)）
- エンディング・フォト：山内ミキ
- ヘアメイク : Satolu (naive)、村上知久
- 資料協力：渡辺浩弐
- 共同脚本・ブレーン：小原信治
- 技術協力：オムニバス・ジャパン
- プロデューサー補：秋山純
- プロデューサー：五十嵐文郎、桑田潔（テレビ朝日）、新井英文（アミューズ）
- 製作：テレビ朝日、アミューズ

## 幻のシナリオ集
最終話放映後に、このドラマのシナリオ集のプレゼント告知があったが、結局このシナリオ集は出版されなかった。